# Richard Waddington
Pour les articles homonymes, voir Waddington.
Richard Pendrell Waddington, né le 22 mai 1838 à Rouen et mort le 26 juin 1913 à Saint-Léger-du-Bourg-Denis, est un industriel, un historien et un homme politique français.

## Biographie
Richard Waddington est le fils de Janet MacKintosh Chisholm et de Thomas Waddington, manufacturier à Saint-Rémy-sur-Avre. Il est le frère de William Waddington, qui a été président du Conseil en 1879, et cousin du philosophe Charles Waddington. Après ses études au lycée de Rouen, il sert pendant trois ans dans l'armée anglaise où il termine lieutenant d'artillerie.
Lors de la guerre franco-allemande de 1870, comme capitaine d'artillerie des gardes mobiles, il organise l'artillerie des mobilisés de la Seine-Inférieure, et fut des plus actifs dans l’organisation de cette arme qui opéra contre les troupes allemandes du général Manteuffel ; sa conduite pendant cette guerre lui a valu la croix de la Légion d'honneur à titre militaire, le 5 juin 1871.
À la fois grand industriel, historien, politique, organisateur, il dirige la manufacture de coton de Saint-Rémy-sur-Avre fondée par son aïeul maternel vers 1792. Sa compétence dans les questions les plus diverses — commerciales, militaires et sociales particulièrement — lui a souvent permis, de peser de tout le poids de son bon sens et de son patriotisme dans les questions les plus graves.
Dans la vie privée, chef d’importants établissements industriels, il en a grandi la réputation, et, comme père de famille, il laisse un héritage inestimable, car, ayant « reçu de ses parents un nom honorablement porté, il l’a transmis à ses enfants avec tout le prestige qu’il y a ajouté par sa vie publique. » Industriel calviniste, Richard Waddington est un patron social et est l'un des rapporteurs de la loi de 1892 sur le travail des femmes et des enfants.
Dans la vie publique, il siégea pendant quarante-et-un ans à la chambre de commerce et d'industrie de Rouen, vingt-quatre ans comme membre et dix-sept comme président, de 1897 à 1913. Il fit partie des Commissions des colonies, des Expositions du travail, de la marine marchande ; il était du Comité des chemins de fer et de la Conférence internationale de protection ouvrière, etc.. Il crée avec Lucien Dautresme et Charles Besselièvre le quotidien Le Petit Rouennais.
Dans la vie politique, il fut trente-trois ans conseiller général, quinze ans député de Rouen (du 20 février 1876 au 4 janvier 1891) et sénateur de la Seine-Inférieure depuis cette époque jusqu’à sa mort. Élu député en 1876, il siège au centre gauche. Lors de la crise du 16 mai 1877, il est l'un des signataires du manifeste des 363. Il est réélu en octobre 1877, après la dissolution de la Chambre, puis en 1881, 1885 et 1889. En 1891, il est élu sénateur de la Seine-Inférieure, puis réélu le 28 janvier 1900 et le 3 janvier 1909.
Comme historien, on lui doit d'importantes études historiques sur la diplomatie de Louis XV. Il a surtout été apprécié pour son Histoire de la Guerre de Sept ans. Il a laissé un nombre énorme de notes, de rapports, de résumés, de discours, etc., car son inlassable activité lui permettait de s’occuper des questions les plus diverses.
Mort à son domicile, en cours de mandat, ses obsèques eurent lieu le 1er juillet au milieu d’une affluence considérable de tout rang et de toute condition : armée, marine, industrie, magistrature, commerce, sociétés, corps consulaire, chambres de commerce, élus du suffrage universel, etc.. Il était veuf de Mary Ann Louise Collison Miles.

## Distinctions
- Chevalier de la Légion d'honneur (5 juin 1871).

## Publications
- Louis XV et le renversement des alliances. Préliminaires de la Guerre de Sept ans (1754-56), Paris, Firmin-Didot, 1896.
- La Guerre de Sept-Ans. Histoire diplomatique et militaire, 5 vol., Paris, Firmin-Didot, 1900, 1899-1914.

## Postérité
Une presqu'île artificielle de la rive droite de la Seine à Rouen porte son nom, ainsi le quai qui le borde.

### Sources
- « Richard, Pendrell Waddington », dans Adolphe Robert et Gaston Cougny, Dictionnaire des parlementaires français, Edgar Bourloton, 1889-1891 [détail de l’édition] [texte sur Sycomore]
- « Richard Waddington », dans le Dictionnaire des parlementaires français (1889-1940), sous la direction de Jean Jolly, PUF, 1960 [détail de l’édition]
- Guy Pessiot (préf. Daniel Lavallée), Histoire de Rouen Histoire de Rouen : 1850-1900 en 500 photographies avant l’apparition de la carte postale, éd. du P'tit Normand, 1983, 249 p. (ISBN 978-2-906258-85-3, lire en ligne), p. 226.